# Rorschacherberg
Rorschacherberg es una comuna suiza del cantón de San Galo, ubicada en el distrito de Rorschach. La comuna se encuentra en la riviera inferior del lago de Constanza. Limita al norte con las comunas de Horn (TG) y Rorschach, al este con Thal, al sur con Lutzenberg (AR) y Eggersriet, y al oeste con Untereggen y Goldach.